# トラフィックジャイアント
『トラフィックジャイアント』（Traffic Giant）は、オーストリアの会社JoWooD Entertainmentが開発し2001年に発売したリアルタイム経営シミュレーションゲーム。ミニスケープ（箱庭ゲーム）と呼ばれるゲームの一つである。プレーヤーは公共交通機関を運営する会社を経営し、都市の交通渋滞を解消する。日本ではサン電子から発売された。

## ゲーム内容
渋滞の激しい街がこのゲームの舞台となる。プレーヤーは渋滞の激しい道路に路線を引き、バス停を建て、バスを購入し走らせる。バスはスピードの速さや輸送能力の高さがそれぞれ異なり、バス停にも様々な種類がある。さらにバス以外にも、レールを敷設し輸送能力の高いライトレールや電車などを走らせることができる。これらの要素を組み合わせて乗客のニーズに応えることが求められる。